# Pierrelatte
Pierrelatte (provansalsko Pierlata) je naselje in občina v jugovzhodnem francoskem departmaju Drôme regije Rona-Alpe. Leta 2007 je naselje imelo 12.571 prebivalcev.

## Geografija
Kraj leži v pokrajini Daufineji med reko Rono in vodnim kanalom Donzère, 67 km južno od Valence.

## Uprava
Pierrelatte je sedež istoimenskega kantona, v katerega so poleg njegove vključene še občine Donzère, La Garde-Adhémar in Les Granges-Gontardes z 18.822 prebivalci.
Kanton Pierrelatte je sestavni del okrožja Nyons.